# Acanthomyops pogonogynus
Acanthomyops pogonogynus är en myrart som först beskrevs av William F. Buren 1950.  Acanthomyops pogonogynus ingår i släktet Acanthomyops och familjen myror. Inga underarter finns listade i Catalogue of Life.